# Urmein
Urmein (toponimo tedesco; in romancio Urmagn, in italiano Urmino, desueto) è un comune svizzero di 166 abitanti del Canton Grigioni, nella regione Viamala.

## Geografia fisica
Urmein è situata nello Heinzenberg, alla sinistra del Reno Posteriore.

## Monumenti e luoghi d'interesse
- Chiesa riformata, eretta nel 1720-1722[3].

## Società

### Evoluzione demografica
L'evoluzione demografica è riportata nella seguente tabella:
Abitanti censiti

## Economia
L'economia locale trae impulso principalmente dal settore primario; Urmein è anche una piccola stazione sciistica.

## Infrastrutture e trasporti
Tschappina dista 8 km dalla stazione ferroviaria di Thusis, 8 km dall'uscita autostradale di Thusis sud, sulla A13/E43, e 34 km da Coira.